# The Noises
The Noises sind eine Inselgruppe im Hauraki Gulf im Norden von Neuseeland.

## Geographie
Die Inselgruppe, die aus 4 Inseln und ca. 14 Felseninseln besteht, befindet sich mit ihrer Hauptinsel Otata Island rund 2,3 km nordöstlich von Rakino Island und rund 8 km nordnordwestlich von Waiheke Island entfernt. Das Stadtzentrum von Auckland ist rund 24 km südwestlich zu finden. Die Inseln der Gruppe liegen auf einer Fläche von 7 × 2,5 km verteilt.

### Inseln
| Inselname           | Aliasname        | Koordinaten                   | Fläche ha | Höhe m |
| ------------------- | ---------------- | ----------------------------- | --------- | ------ |
| Orarapa Island      | The Haystack     | 36° 41′ 52″ S, 174° 57′ 16″ O | 0,87      |        |
| Motuhoropapa Island |                  | 36° 41′ 23″ S, 174° 57′ 51″ O | 8,1       | 50     |
| Otata Island        |                  | 36° 41′ 45″ S, 174° 58′ 28″ O | 14,2      | 67     |
| Takapu Rock         |                  | 36° 42′ 13″ S, 174° 59′ 21″ O | …         |        |
| Zeno Rock           |                  | 36° 42′ 29″ S, 174° 59′ 42″ O | …         |        |
| David Rocks         | The Four Islands | 36° 41′ 58″ S, 174° 59′ 53″ O | …         | 18     |
| Maria Island        | Ruapuke Island   | 36° 42′ 32″ S, 175° 00′ 20″ O | 1,3       | 30     |
| Ahaaha Rocks        |                  | 36° 42′ 17″ S, 175° 00′ 41″ O | …         |        |

Hinzu kommen acht namenlose Felseninseln. Die drei größten Inseln von The Noises sind bewaldet.